# کیرکشلاگ، سواتل
کیرکشلاگ (به آلمانی: Kirchschlag) یک منطقهٔ مسکونی در اتریش است که در ناحیه تسوتل واقع شده‌است. کیرکشلاگ ۲۹٫۲۸ کیلومتر مربع مساحت دارد ۸۲۰ متر بالاتر از سطح دریا واقع شده‌است. براساس آخرین آمار جمعیت این منطقه مسکونی در ژانویه ۲۰۱۸ برابر با ۶۲۱ نفر است.